# (26990) Culbertson
(26990) Culbertson est un astéroïde de la ceinture principale.

## Description
(26990) Culbertson est un astéroïde de la ceinture principale. Il fut découvert le 23 novembre 1997 à Chichibu par Naoto Satō. Il présente une orbite caractérisée par un demi-grand axe de 2,98 UA, une excentricité de 0,12 et une inclinaison de 11,2° par rapport à l'écliptique.

## Compléments